# 哈通薩利卡山
14°6′36″S 70°48′26″W / 14.11000°S 70.80722°W
哈通薩利卡山（Jatun Sallica），是秘魯的山峰，位於該國南部庫斯科大區的坎奇斯省和普諾大區的梅爾加省，屬於安第斯山脈中韋爾卡努塔山脈的一部分，處於波馬諾塔山和哈通庫喬山西南面、科查庫喬山以南和韋科山東北面，海拔高度約5,200米。